# Cas ablatiu
El cas ablatiu està present en algunes declinacions indicant lloc o els matisos d'un complement circumstancial, si bé el valor concret depèn de cada llengua. Està present a les llengües indoeuropees com el llatí o el sànscrit i a alguns idiomes uràlics.
Les terminacions més usuals són:
- llatí: vocal, -is, -bus
- armeni: -e, -en
- turc: -den, -ten, -tan

En finès, l'ablatiu rep el sufix -lta/ltä, segons les regles de l'harmonia vocàlica.
Els altres casos locatius en finès són:
- cas inessiu
- cas elatiu
- cas il·latiu
- cas adessiu
- cas al·latiu